# Untrinili
Untrinili o Untrinilium (símbol Utn) és el nom sistemàtic donat per la IUPAC a l'hipotètic element químic amb nombre atòmic 130.
Aquest element del 8 període de la taula periòdica pertanyeria a la família dels superactínids i formaria part dels elements del bloc g. La seva configuració electrònica seria, per aplicació del Principi d'Aufbau, [Og] 8s² 5g¹⁰, però es va calcular, tenint en compte les correccions induïdes per la cromodinàmica quàntica i la distribució relativista de Breit-Wigner, en particular en la forma [Og] 8s² 8p² 6f³ 5g⁵, o [Og] 8s² 8p² 6f² 5g⁶ pel mètode Dirac-Fock-Slater.
A mesura que s'allunya de l'illa d'estabilitat (no superior a Z ≈ 127), els àtoms haurien de ser ràpidament extremadament inestables, fins al punt que Z ≈ 130 se cita amb freqüència com a límit "experimental" a l'existència pràctica d'elements superpesants; per tant, no és segur que l'element 130 es pugui detectar algun dia amb eficàcia.